# Monument à Jean Rouvet
Le Monument à Jean Rouvet est un buste en bronze sur un socle de pierre, qui se trouve à Clamecy, au lieu-dit pointe de l’écluse des Jeux, dans la Nièvre, en France. Il constitue un monument historique classé au titre objet.

## Description

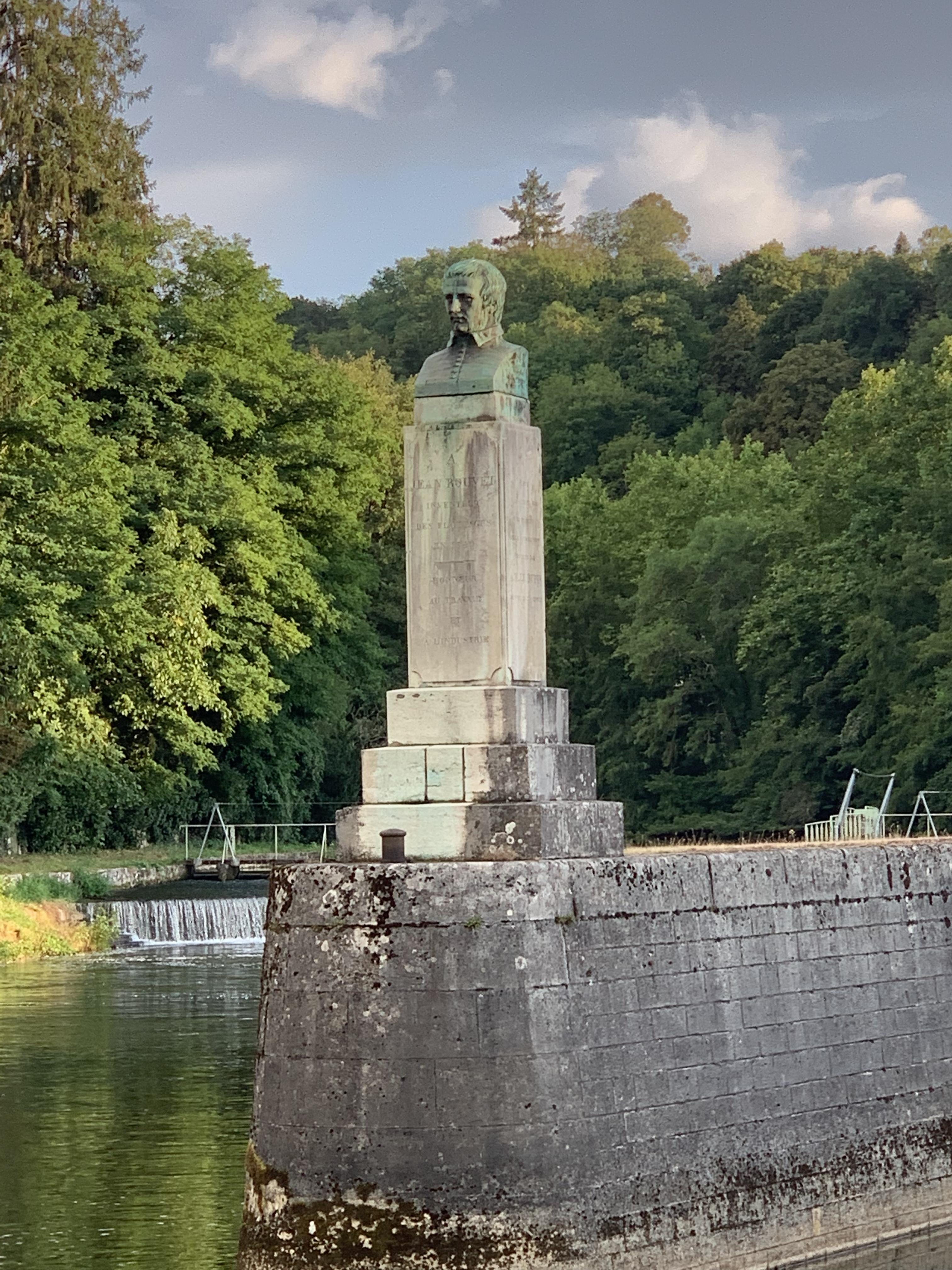
Le monument en septembre 2021.

L'idée d'ériger un buste à Jean Rouvet, personnage du XVIe siècle considéré au début du XIXe siècle, à tort, comme l'inventeur du flottage du bois, est conçue par le député de la Nièvre André Dupin. Celui-ci lance une souscription à cet effet. Le duc d'Angoulême, le duc d'Orléans, futur Louis-Philippe, de grands propriétaires fonciers y participent, tels Jean Rouvet, négociant parisien mais nivernais d'origine et où il possède des forêts. Charles X donne la permission de faire fabriquer dans les ateliers royaux de Guérigny la grille destinée à entourer le monument. 
Le buste de Jean Rouvet, placé au sommet d'un fût de pierre, est installé sur le pont de Bethléem à Clamecy, qui enjambe l'Yonne sur laquelle les flotteurs conduisaient leurs trains de bois. Il est inauguré en octobre 1828, en présence du sous-préfet de Clamecy, du maire de cette ville, du conseil municipal et du député Dupin.
Le monument se compose d'un buste en bronze de Jean Rouvet réalisé en 1828 par David d'Angers. Il repose sur un fût sur la face principale duquel est gravée l'inscription, en capitales et en caractères droits : 

« A JEAN ROUVET INVENTEUR DES FLOTTAGES EN 1549 HONNEUR AU TRAVAIL ET A L'INDUSTRIE »

Une autre inscription, relative à l'inauguration du monument, figure sur la face ouest.  
Le buste de Jean Rouvet présentant une ressemblance avec Napoléon Ier, on a émis plusieurs hypothèses. Soit, Dupin disposant d'une faible somme, David d'Angers lui aurait proposé un buste de Bonaparte qui se trouvait dans son atelier, et auquel il ajouta un habit dans le style du XVIe siècle. Soit André Dupin, député hostile à Charles X, aurait intentionnellement demandé au sculpteur de donner à Jean Rouvet les traits de Napoléon, ce qui aurait fait de l'inauguration du monument une manifestation discrètement hostile au régime,. Ces hypothèses sont toujours discutées. 
En 1836, le buste est emporté avec le pont de Bethléem par une crue ; il est réédifié en 1838 sur le pont reconstruit. 
Dès les années 1830 et 1840, des auteurs contestent l'affirmation selon laquelle Jean Rouvet aurait inventé le flottage du bois ; ils notent que Gilles Defroissez, maître des forges installé dans la région de Nevers, initie à ses frais le flottage à bûches perdues le 23 juillet 1546, sur la Cure, affluent de l'Yonne, et que Charles Leconte, charpentier de marine de la ville de Paris, réussit à conduire de Châtel-Censoir à la capitale un train de bois qui est débarqué, quai des Célestins, le 20 avril 1547. Si Rouvet n'en est pas l'inventeur, il fait passer le flottage de bois à l'échelle industrielle à partir de 1549 en finançant les essais des Sallonnyer (famille de la noblesse terrienne de Moulins-Engilbert), en faisant creuser des étangs de retenue dans le Morvan pour créer des crues artificielles et en favorisant le séchage du bois arrivé à destination,. Au début des années 1940, la ville de Clamecy passe commande au sculpteur local Robert Pouyaud d'une statue de flotteur, en pierre, qui est inaugurée en 1945 à la place du monument à Jean Rouvet. Celui-ci est réédifié en 1949 un plus loin, au bord de l'Yonne.